# 贡萨洛·维利乌·卡布拉尔

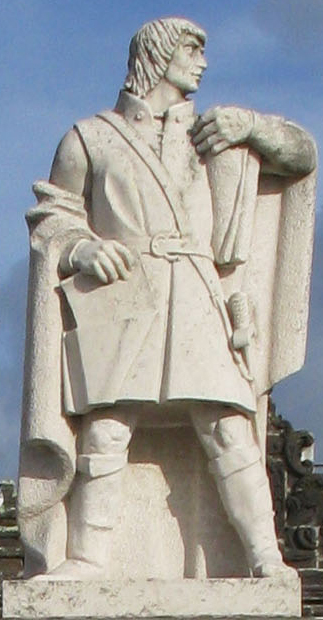
位于亚速尔群岛圣米格尔岛蓬塔德尔加达城门处的贡萨洛·维利乌·卡布拉尔雕像

贡萨洛·维利乌·卡布拉尔（葡萄牙語：Gonçalo Velho Cabral）是一位15世纪的葡萄牙修士、北大西洋探险家和殖民者，基督骑士团骑士，亚速尔群岛的首先发现者之一。他也是亚速尔群岛的首批殖民者之一，他后来举家迁居到圣玛利亚岛，并在那里进行开垦畜牧。
他曾一度被认为是亚速尔群岛前七个岛屿的发现者。1431-1432年，卡布拉尔向里斯本以西方向的大洋深处航行两次，终于在1400公里处发现了亚速尔群岛中的圣玛利亚岛，并在后30年间陆续发现了该群岛的所有岛屿。但葡萄牙历史学家达米安·佩雷斯在考证了一幅加布里埃尔·德瓦尔塞卡绘制于1439年的航海地图后，确认迪奥戈·德锡尔维什才是亚速尔群岛的正式发现者，发现时间也被提前到了1427年。
由于他的功绩，他被授予圣米格尔岛和圣玛利亚岛的世袭总督之位，他也是圣米格尔岛和圣玛利亚岛的首位地方长官。
他是德维莱达领主费尔南·维利乌和玛丽娅·阿尔瓦雷斯·卡布拉尔（佩德罗·阿尔瓦雷斯·卡布拉尔的伯祖母）之子。他的三个兄弟姐妹阿尔瓦罗·维利乌·卡布拉尔、特蕾莎·维利乌·卡布拉尔和薇奥兰特·维利乌·卡布拉尔均随他一起迁居到了亚速尔群岛从事殖民活动。
他并未结婚育子，因而他的姐姐特蕾莎的独子、医师若昂·苏亚雷斯·德阿尔贝尔加里亚继承了他圣玛利亚岛和圣米格尔岛世袭总督之位。但传至第三代时，其家族领地只剩下了圣玛利亚岛。